# Profesorul Moriarty
Profesorul James Moriarty este un personaj literar fictiv și dușmanul detectivului Sherlock Holmes în opera literară a lui Sir Arthur Conan Doyle. Moriarty este un lider al criminalității organizate, fiind descris de Holmes ca un "Napoleon al crimei". Doyle a preluat fraza de la un inspector real de la Scotland Yard care se referea astfel la Adam Worth, unul dintre modelele din viață reală ale lui Moriarty. Introducerea lui Moriarty în povestirea Ultima problemă  (publicată în decembrie 1893) ca cel mai mare inamic al lui Holmes a avut rolul de a-i permite lui Conan Doyle să-l ucidă pe Sherlock Holmes, el apărând în mod direct doar în două opere literare cu Sherlock Holmes. Cu toate acestea, în cele mai recente lucrări derivate din opera lui Conan Doyle i se acordă adesea o importanță mai mare și este prezentat ca având un caracter antagonist față de cel al lui Holmes. 

## Apariție în opera literară a lui Doyle
Prima apariție a profesorului Moriarty și sfârșitul lui a avut loc în povestirea "Ultima problemă" a lui Doyle, în care Holmes, pe punctul de a-i da o lovitură fatală rețelei criminale a lui Moriarty, a fost forțat să fugă pe continent pentru a scăpa de răzbunarea lui Moriarty. Geniul criminal l-a urmărit și l-a ajuns la Cascadele Reichenbach, urmărirea terminându-se prin aparenta cădere mortală în prăpastie a lui Holmes și a lui Moriarty, în timp ce erau încleștați într-o luptă mortală. În această povestire, Moriarty este un fel de naș al Mafiei: el îi protejează pe aproape toți criminalii din Anglia în schimbul ascultării lor și a împărțirii unei părți din profiturile lor. Holmes a ajuns inițial la Moriarty prin sugestia că multe dintre crimele pe care le-a perceput nu au fost opera spontană a unor criminali, ci mașinațiuni ale unei vaste și subtile rețele criminale.
Moriarty joacă un rol direct în încă o altă povestire cu Holmes a lui Doyle: "Valea terorii", a cărei acțiune se desfășoară înainte de cea din "Ultima problemă", dar care a fost publicată ulterior. În "Valea terorii", Holmes încearcă să-i oprească pe agenții lui Moriarty de la comiterea unei crime. Moriarty nu se întâlnește cu Holmes în această povestire. Într-un episod în care Moriarty este vizitat de către un polițist, un tablou de Jean-Baptiste Greuze este descris ca fiind atârnat pe perete; remarca lui Holmes despre o altă lucrare a aceluiași pictor are rolul de a arăta faptul că tabloul nu ar fi putut fi achiziționat din salariul său de profesor. Lucrarea menționată este La jeune fille à l'agneau; unii comentatori  au descris-o ca pe un joc de cuvinte al lui Doyle de la numele lui Thomas Agnew de la galeria Thomas Agnew and Sons, care a avut o pictură celebră  furată de Adam Worth, dar fără a putea să se dovedească acest fapt.
Holmes îl menționează pe Moriarty în alte cinci povestiri: "Casa pustie" (continuarea imediată a povestirii "Ultima problemă"), "Constructorul din Norwood", "Fundașul dispărut", "Un client ilustru" și "Ultima reverență". Mai mult chiar, o povestire din 1908 a lui Doyle care a fost intitulată "The Lost Special" prezintă un geniu criminal care ar putea fi Moriarty și un detectiv care ar putea fi Holmes, deși numele niciunuia dintre ei nu este menționat.

Viktor Yevgrafov în rolul profesorului Moriarty în seria de filme de televiziune regizate de Igor Maslennikov.

Deși Moriarty a apărut în doar două din cele 60 de povestiri cu Sherlock Holmes ale lui Conan Doyle, atitudinea lui Holmes față de el i-a adus impresia populară de dușman principal al lui Holmes - după cum se precizează în mod clar în "Ultima problemă": "Holmes și-a petrecut luni de zile într-un război privat împotriva operațiunilor criminale ale lui Moriarty" - și el a fost frecvent folosit în povestirile ulterioare ale altor autori, în parodii și în alte adaptări media.
În povestirile lui Doyle, relatate de către asistentul lui  Holmes, dr. Watson, Watson nu-l întâlnește niciodată pe Moriarty (obține numai referiri îndepărtate cu privire la el în "Ultima problemă") și se bazează pe Holmes pentru ca acesta să-i descrie lupta detectivului cu răufăcătorul.
Doyle însuși, cu toate acestea, se contrazice în ceea ce privește familiaritatea lui Watson față de Moriarty. În "Ultima problemă", Watson îi spune lui Holmes că el nu a auzit niciodată de Moriarty, în timp ce în "Valea terorii", a cărei acțiune este anterioară, Watson deja știe de acesta că este "faimosul criminal științific."
Arma aleasă de Moriarty a fost "pușca pneumatică": o armă unică construită pentru profesor de un mecanic german orb (pe nume von Herder) și folosită de acolitul său, colonelul Sebastian Moran. Este foarte asemănătoare cu un baston, permițându-i o ascundere ușoară, era capabilă de a trage cu gloanțe de revolver și făcea foarte puțin zgomot atunci când se trăgea cu ea, făcând-o ideală pentru lunetiști. Arma a devenit celebră ca instrument preferat al lui Moriarty. Moriarty avea, de asemenea, o preferință pentru organizarea de "accidente". Încercările sale de a-l ucide pe Holmes includeau zidărie care se prăbușea și trecerea prin fața sa a unei trăsuri în viteză. El este, de asemenea, responsabil pentru coordonarea uciderii lui Birdy Edwards.
Holmes îl descrie astfel pe Moriarty:
„"El este un om de familie bună și cu o educație excelentă, înzestrat de natură cu un talent fenomenal la matematică. La vârsta de 21 de ani a scris un tratat despre teorema binomială, care s-a bucurat de popularitate în totă Europa. Pe baza lui a obținut o catedră de matematică într-una din universitățile noastre mai mici și, după toate aparențele, avea o carieră strălucită în fața lui. Dar omul moștenise niște înclinații extrem de diabolice. Avea în sânge o genă de criminal care, în loc să fie temperată, era sporită și făcută infinit de periculoasă de către extraordinarele lui capacități mentale. În universitate au început să circule zvonuri sumbre despre el, așa că, în cele din urmă, a fost obligat să demisioneze și să vină la Londra, unde a devenit instructor militar. (...) El este un Napoleon al crimei, Watson, organizatorul a jumătate din ceea ce este rău și aproape a tot ce trece neobservat în acest mare oraș."”—Holmes, "Ultima problemă"
Holmes își exprimă acest sentiment în "Valea terorii", el precizând următoarele:
„"Dar, numindu-l pe Moriarty criminal, îl calomniezi în fața legii — căci în asta constă gloria și minunăția faptului! Cel mai mare complotist al tuturor timpurile, organizatorul tuturor lucrurilor diabolice, creierul ce controlează lumea nevăzută, un creier care ar putea să facă sau să desfacă destinele națiunilor - acesta este omul nostru! Dar este atât de departe de suspiciunea generală, atât de imun la critici, atât de admirabil în modul de organizare și anonimat, încât, pentru vorbele pe care le-ai rostit, el te-ar putea târî într-un tribunal și să obțină pensia ta ca daune morale pentru calomnii aduse caracterului său. Nu este el autorul cărții The Dynamics of an Asteroid, o carte ce ajunge la niveluri atât de înalte ale matematicii pure încât se spune că nu a existat niciun om în presa științifică capabil să o critice? Este acesta un om pe care să-l jignești? Un doctor cu gura mare și un profesor calomniat — acesta ar fi rolurile voastre! Este un geniu, Watson!"”—Holmes, "Valea terorii"
Despre "universitatea mai mică" implicată s-a pretins că ar fi unul dintre colegiile care au fost încadrate ulterior în Universitatea Leeds. Cu toate acestea, în "Sherlock Holmes: The Unauthorized Biography", s-a spus că "universitatea mai mică" ar fi Durham.
Motivul inițial al lui Doyle pentru crearea lui Moriarty a fost intenția sa evidentă de a-l ucide pe Holmes. "Ultima problemă" a fost destinată să fie exact ceea ce spunea titlul său; Doyle a încercat să îndulcească sfârșitul personajului său ucigându-l pe Holmes în plină glorie, el scăpând astfel lumea de un criminal atât de puternic și de periculos încât orice sarcină suplimentară ar fi devenit banală prin comparație (după cum a spus Holmes în povestirea propriu-zisă). Moriarty a apărut doar într-o singură carte pentru că, pur și simplu, lăsându-l să scape în mod constant l-ar fi discreditat pe Holmes.
În cele din urmă, presiunea opiniei publice și problemele financiare l-au forțat pe Doyle să-l aducă înapoi pe Holmes.
Un punct de interes este faptul că "fruntea ridicată și bombată" a fost văzută ca semn al unui intelect prodigios în timpul lui Conan Doyle. Oferindu-i lui Moriarty această trăsătură, care apăruse deja atât la Sherlock Holmes, cât și la fratele detectivului, Mycroft, Doyle ar fi încercat să-l reprezinte pe Moriarty ca un om cu un intelect egal sau mai mare decât cel al lui Holmes și, astfel, singurul om capabil să-l învingă. Moriarty a murit după ce a căzut în Cascadele Reichenbach în timp ce Holmes, așa cum s-a relatat în "Casa pustie", și-a înscenat moartea pentru a-i face să se expună pe cei câțiva acoliți ai lui Moriarty rămași în libertate.

### Familia lui Moriarty și prenumele său
În povestiri sunt oferite o serie de indicii despre familia profesorului, unele aparent contradictorii. În prima sa apariție (în povestirea "Ultima problemă"), Moriarty este menționat doar ca profesorul Moriarty – fără a fi menționat niciun prenume. Watson se referă, totuși, la numele unui alt membru al familiei atunci când scrie despre "scrisorile recente în care colonelul James Moriarty apără memoria fratelui său". Mai târziu, în "Casa pustie", Holmes se referă la Moriarty numindu-l "profesorul James Moriarty". Aceasta este singura dată când i se dă un prenume lui Moriarty și, în mod ciudat, este același cu cel al fratelui său. În romanul "Valea terorii" (scris după ultimele două povestiri, dar a cărui acțiune se desfășoară anterior), Holmes spune despre profesorul Moriarty: "El este necăsătorit. Fratele său mai mic este șef de gară în partea de vest a Angliei." 
Aceste referințe nu stabilesc în mod clar cât de mulți frați are de fapt Moriarty. (Este posibil ca șeful de gară și colonelul să fie același frate, dar este puțin probabil având în vedere diferențele de clasă din perioada victoriană). În consecință, au existat întrebări privind numărul de frați ai lui Moriarty și care dintre ei se numește James, ceea ce a produs mult amuzament fanilor lui Sherlock Holmes în anii de după publicarea acelor povestiri.

## Simon Newcomb și alte modele din viața reală

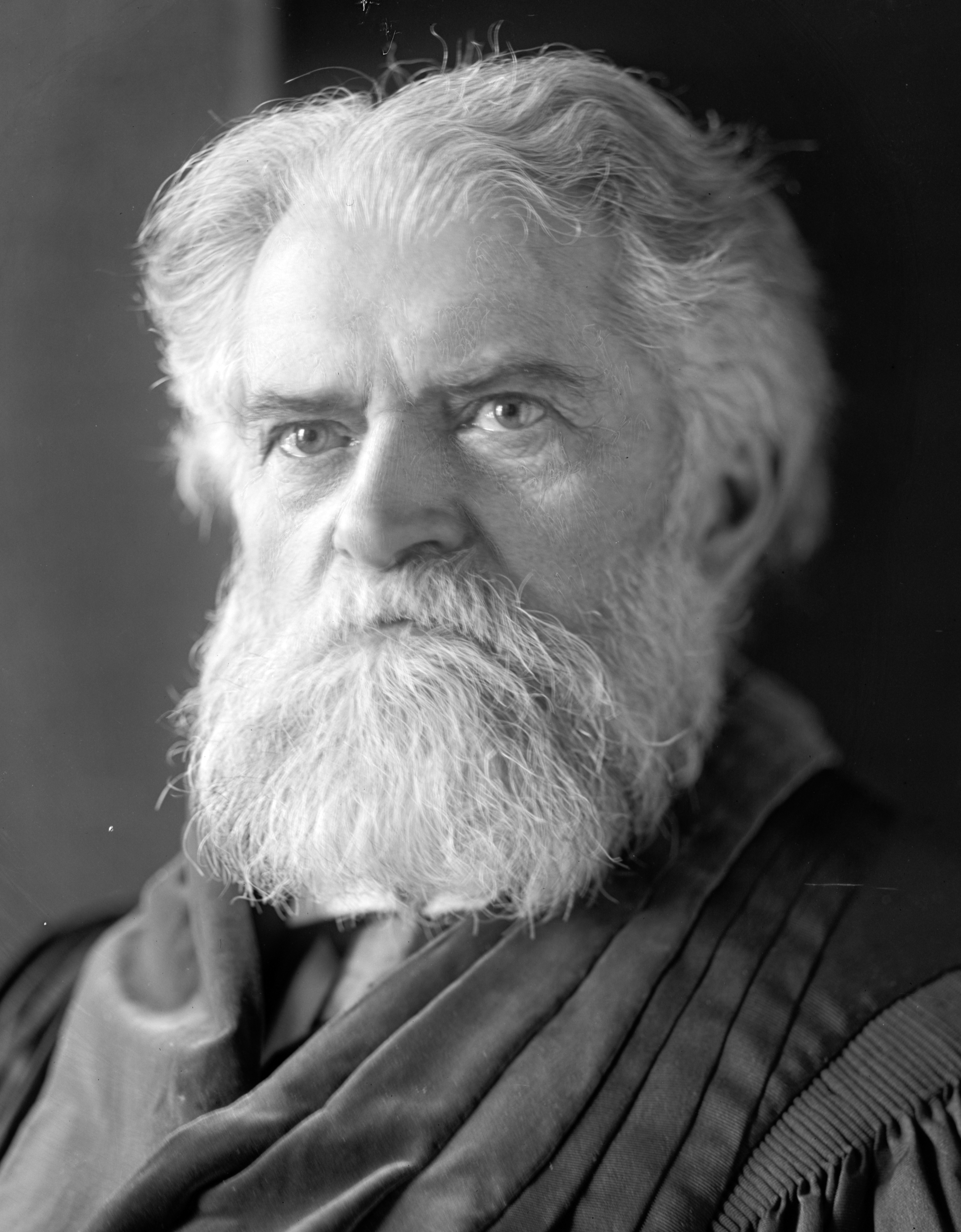
Simon Newcomb

În afară de liderul criminal Adam Worth, au existat multe speculații  în rândul astronomilor și fanilor lui Sherlock Holmes că Doyle și-a inspirat personajul ficțional Moriarty din astronomul american Simon Newcomb. Newcomb a fost stimat ca un geniu multitalentat, cu o măiestrie deosebită în matematică și el a devenit celebru pe plan internațional în anii anteriori publicării povestirilor lui Doyle. Mai clar, Newcomb și-a câștigat o reputație de dușmănos și răutăcios, care căuta aparent să distrugă carierele și reputațiile oamenilor de știință rivali. 

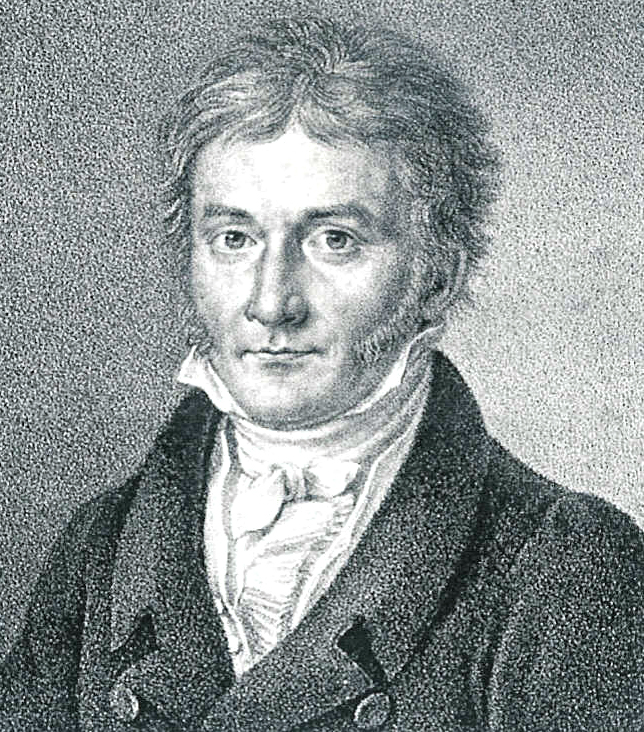
Portretul lui Gauss publicat în Astronomische Nachrichten 1828

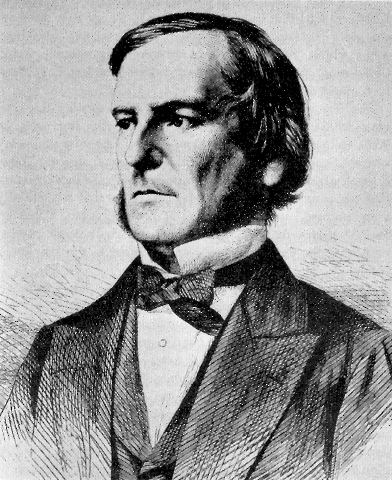
George Boole

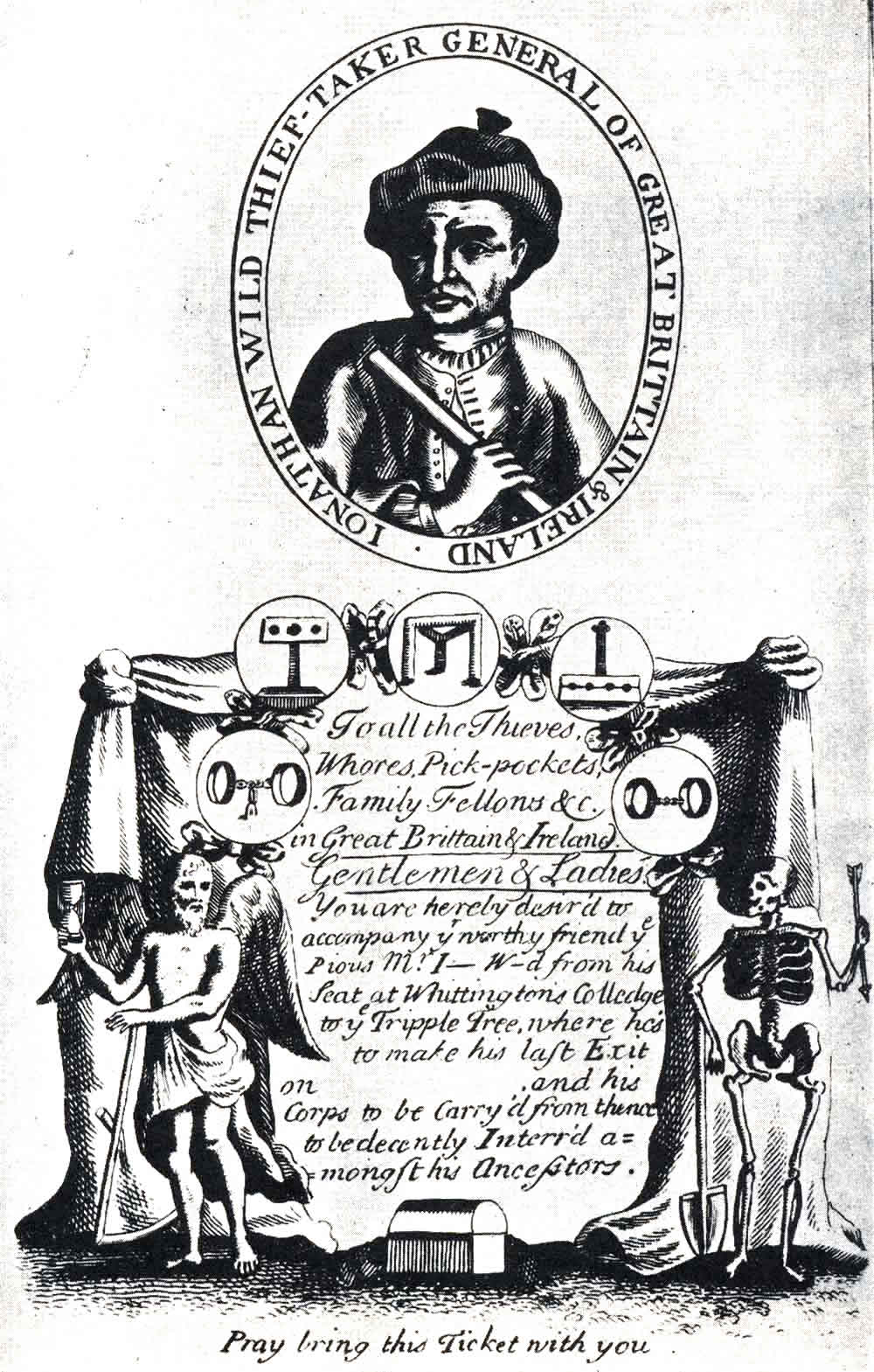
Un bilet pentru a asista la spânzurarea lui Wild.

Faptele reputate ale profesorului Moriarty ar fi putut, de asemenea, să fie inspirate de realizările unor matematicieni din lumea reală. Carl Friedrich Gauss a scris un studiu faimos asupra dinamicii unui asteroid  la vreo 20 de ani, care a avut cu siguranță un succes pe plan european și a fost numit într-o funcție de profesor în parte ca urmare a acestui studiu. pe forța de acest rezultat. Srinivasa Ramanujan a scris despre generalizările teoremei binomiale  și a câștigat o reputație de geniu prin scrierea de articole care i-au uimit pe cei mai buni matematicieni ai timpului. Povestea lui Gauss a fost bine cunoscută în timpul lui Doyle, iar povestea lui Ramanujan s-a desfășurat la Cambridge, de la începutul anului 1913 până la mijlocul anului 1914; Valea terorii, care conține un comentariu cu privire la matematica atât de greu de înțeles prin faptul că nimeni nu a putut să o critice, a fost publicată în septembrie 1914.
Des MacHale, în cartea sa George Boole : his life and work (1985, Boole Press) sugerează că George Boole ar putea fi un model pentru Moriarty.
Modelul pe care Conan Doyle îl menționează (prin intermediul lui Sherlock Holmes) în Valea terorii este un criminal londonez din secolul al XVIII-lea, Jonathan Wild. El menționează acest lucru în încercarea de a-l compara pe Moriarty cu un personaj din lumea reală pe care inspectorul Alec MacDonald ar putea să-l știe, dar este în zadar pentru că MacDonald nu este la fel de citit ca și Holmes.
S-a dovedit că preoții iezuiți de la Stonyhurst au recunoscut imediat descrierea fizică a lui Moriarty ca fiind cea a preotului Thomas Kay, S.J., prefect însărcinat cu disciplina, sub a cărui protecție a intrat Doyle ca un elev neastâmpărat. Conform acestei ipoteze, Doyle prezintă o discuție privată purtată pe un ton glumeț între Holmes și inspectorul MacDonald, acesta din urmă descriindu-l astfel pe Moriarty: "Ar fi putut ajunge un mare preot cu fața lui prelungă, cu părul cărunt și felul solemn de a vorbi."
În cele din urmă, Conan Doyle este cunoscut că a folosit fosta sa școală, Stonyhurst College, ca sursă de inspirație pentru mai multe detalii din seria de povestiri cu Holmes; printre colegii săi contemporani de la școală au fost doi băieți pe nume Moriarty.

## Moriarty în cultura populară

### Reprezentări

#### Radio
- Orson Welles l-a interpretat pe profesorul Moriarty (jucând alături de Sir John Gielgud în rolul lui Holmes) în episodul "Ultima problemă" al serialului radiofonic din anii 1950.
- În adaptarea radiofonică a povestirii "Ultima problemă", prezentată de BBC Radio la 4 noiembrie 1992 și în cea a povestirii "Casa pustie" din 24 februarie 1993, Moriarty a fost interpretat de Michael Pennington.
- În emisiunea The Goon Show realizată de BBC Radio, Spike Milligan interpretează un personaj numit Contele Jim Moriarty; s-a sugerat în unele ocazii că acesta este același Moriarty.

#### Film
- George Zucco l-a interpretat pe profesorul Moriarty în The Adventures of Sherlock Holmes (1939).
- Vincent D'Onofrio l-a interpretat pe profesorul Moriarty în Sherlock: Case of Evil.
- Laurence Olivier l-a interpretat pe Moriarty în The Seven-Per-Cent Solution (1976). Cu toate acestea, în această versiune el nu are rolul unui personaj negativ, ci doar al unui om inofensiv, care devine o victimă a iluziilor paranoice în creștere ale lui Holmes, bazate pe faptul că Moriarty a contribuit indirect la moartea mamei lui Holmes în calitate de iubit al ei.
- Lionel Atwill l-a interpretat pe profesorul Moriarty în Sherlock Holmes and the Secret Weapon.
- Henry Daniell l-a interpretat pe profesorul Moriarty în The Woman in Green.
- Anthony Andrews l-a interpretat pe profesorul Moriarty în Mâna unui criminal.
- Paul Freeman l-a interpretat pe profesorul Moriarty în comedia Without a Clue (1988), care gravitează în jurul premizei că Holmes este o creație fictivă a lui Watson, iar Watson este adevăratul geniu care rezolvă cazurile atribuite lui Holmes; Moriarty este aparent conștient de înșelăciune, cu "Holmes" îngrozit în mod clar la gândul de a se confrunta cu el, deși el își dovedește abilitățile atunci când se luptă cu Moriarty în duel, la sfârșitul filmului.
- În Young Sherlock Holmes, Anthony Higgins îl interpretează pe învățătorul lui Holmes, Rathe, care se transformă într-un lider diabolic. La finalul filmului, există o scenă scurtă în care Rathe intră într-un han și semnează registrul ca Moriarty. Higgins l-a portretizat pe Holmes în filmul de televiziune Sherlock Holmes Returns (1993), făcându-l unul dintre cei doar doi actori care i-au interpretat în filme atât pe Holmes, cât și pe Moriarty, Richard Roxburgh fiind celălalt. (Orson Welles i-a interpretat pe Holmes și Moriarty în adaptările radiofonice.)
- În filmul The League of Extraordinary Gentlemen (2003), Richard Roxburgh îl portretizează pe principalul personaj negativ numit Fantom, a cărui adevărată identitate a fost dezvăluită în cele din urmă ca fiind cea a profesorului James Moriarty. Trei indicii a numelui real al lui Fantom au fost dezvăluite subtil în cursul dialogului din film. Atrocitatea sa finală este înjunghierea în spate a liderului Ligii, Allan Quatermain (Sean Connery), în timp ce acesta își salva aliatul Tom Sawyer (Shane West), dar în timpul scăpării lui Moriarty din fortăreața sa bombardată și incendiată, Sawyer ia pușca lui Quatermain și îl trimite jos pe profesor cu o lovitură fatală. Printr-o coincidență curioasă, Roxburgh l-a interpretat pe Holmes în adaptarea TV a romanului Câinele din Baskerville din 2002, făcându-l unul dintre cei doar doi actori care i-au interpretat în film atât pe Holmes, cât și pe Moriarty, Anthony Higgins fiind celălalt.
- În filmul animat The Great Mouse Detective produs de Disney, personajul Profesorul Ratigan (principalul dușman al lui Basil of Baker Street, personajul care-l imită pe Holmes în acest film) este o paralelă evidentă și un tribut adus personajului Moriarty. Basil îl descrie pe Ratigan ca un "Napoleon al crimei", aceeași denumire pe care Holmes i-a dat-o lui Moriarty în "Ultima problemă". Vocea lui Ratigan i-a aparținut lui Vincent Price.
- Leo McKern portretizează un comic Moriarty în The Adventure of Sherlock Holmes' Smarter Brother.
- În filmul Sherlock Holmes (2009), Moriarty apare ca un personaj negativ misterios care o angajează pe Irene Adler. Rolul nu apare în distribuție.
- Jared Harris a jucat acest rol în Sherlock Holmes: Jocul umbrelor[12]; versiunea lui, cu barbă, are o asemănare puternică cu sursa de inspirație a lui Moriarty, Simon Newcomb.

Moriarty este singurul personaj din filmele cu Sherlock Holmes care a fost ucis de două ori în aceeași serie de filme. Ambele decese au avut loc în filmele cu Basil Rathbone și Nigel Bruce și toate s-au datorat căderii de la o înălțime mare (eventual, o referire la moarteasa în Cascadele Reichenbach din "Ultima problemă").
- În Sherlock Holmes and the Secret Weapon, el a căzut șaizeci de metri în canalizare.
- În The Woman in Green, a căzut de pe o clădire înaltă când s-a rupt o țeavă de canalizare de care se ținea.
- El a căzut și în The Adventures of Sherlock Holmes. Aici Holmes i-a tras o directă de stânga în falcă lui Moriarty, aruncându-l peste balustrada de pe acoperișul Turnului Londrei. Dar acesta nu face parte din seria de 12 filme produse de Universal, în ciuda faptului că au jucat aceeași actori: Basil Rathbone și Nigel Bruce.

#### Televiziune
- Eric Porter l-a interpretat pe profesorul Moriarty în două episoade ale serialului Aventurile lui Sherlock Holmes, cu Jeremy Brett în rolul lui Sherlock Holmes: "Liga roșcaților" și "Ultima problemă", având o apariție scurtă și în episodul "Casa pustie" din ciclul Întoarcerea lui Sherlock Holmes. Primele două episoade au fost filmate în 1985, cu Jeremy Brett în rolul lui Holmes și David Burke în rolul dr. Watson, iar al treilea în 1986, rolul lui Watson fiind preluat de Edward Hardwicke. De asemenea, a apărut ca o halucinație în episodul "Copita dracului" din Întoarcerea lui Sherlock Holmes. În episodul de lung metraj The Eligible Bachelor (o adaptare după "Aventura burlacului nobil"), Holmes l-a descris pe Moriarty ca "un gigant al răului" și a spus: "Moriarty a combinat știința cu răul. Organizare cu precizie. Viziune cu percepție. Știu doar de o singură persoană pe care a judecat-o greșit. Eu." El a adăugat: "Regret moartea lui Moriarty [deoarece] fără el, am avut de-a face cu copii suferinzi, deținători de pisici – pigmei, pigmei banali."
- În episodul "No Reason" de la finalul celui de-al doilea sezon al serialului Doctor House, este prezentat Holmes ca fiind împușcat de un om anonim. El și acel om, interpretat de Elias Koteas, se luptă în întreaga episod. În distribuție, anonimul este numit Moriarty.
- Moriarty a fost cel aflat în spatele aproape tututor crimelor din serialul animat Sherlock Holmes in the 22nd Century, fiind adus înapoi la viață ca o clonă de către un genetician necinstit, necesitând "învierea" și a lui Holmes în scopul de a-l învinge. Corpul lui Moriarty fusese acoperit de gheața din spatele cascadei unde căzuse în timpul luptei sale cu Holmes.
- John Huston l-a interpretat pe Moriarty în filmul de televiziune Sherlock Holmes in New York, alături de Roger Moore în rolul lui Holmes, attempting to rob the bank of New York while threatening Irene Adler's son to prevent Holmes from investigating, although Holmes and Watson are able to rescue the son and solve the crime regardless.
- În seria de filme de televiziune sovietice Aventurile lui Sherlock Holmes și ale dr. Watson regizate de Igor Maslennikov, Moriarty este interpretat de Viktor Ievgrafov, iar vocea sa este imitată de Oleg Dahl în al doilea film al seriei.
- O simulare în holospațiu a profesorului Moriarty, interpretat de actorul Daniel Davis, a apărut în episoadele „Elementar, dragă Data” și „Nava de sticlă” ale serialului de televiziune Star Trek: Generația următoare, căpătând simțuri în mod accidental atunci când Geordi La Forge a solicitat holopunții să creeze un adversar capabil să învingă pe Data (mai degrabă decât pe Sherlock Holmes).
- Moriarty apare ca un personaj holografic character în episodul "Kif Gets Knocked Up a Notch" al serialului animat Futurama, în care iese din holospațiul lui Nimbus cu Attila Hunul, Jack Spintecătorul și Evil (Abraham) Lincoln.
- În serialul Doctor Who, Master este făcut a fi Moriarty, în timp ce doctorul este Sherlock Holmes.
- Serialul TV Darkwing Duck (1991–1993) conține un răufăcător cu aluniță numită profesorul Moliarty, o evidentă parodie/omagiu.
- În The Strange Case of the End of Civilization as We Know It, Connie Booth o interpretează pe nepoata lui Moriarty, Francine, care este deghizată ca o doamnă Hudson din epoca modernă.
- În episodul "Trials of the Demon!" al serialului Batman: The Brave and the Bold, Sherlock Holmes și Dr. Watson sunt invitați celebri. Dr. Watson îl menționează Moriarty, sugerând că acesta ar putea fi responsabil de furtul sufletelor femeilor (vinovatul real este Jim Craddock). Holmes îl exclude repede pe Moriarty ca suspect pe baza alegerii armei lui Moriarty.
- "Elementary My Dear Winston", cel de-al treilea episod al sezonului 1989 al serialului The Real Ghostbusters, îi prezintă pe Holmes, Watson și Moriarty prin intermediul "credinței devenită realitate": atât de mulți oameni au crezut în ei că aceștia au devenit reali. Moriarty are acum puteri supranaturale și-l angajează pe Câinele din Baskerville ca scutier. Holmes și Moriarty sunt aspirați în depozitul vânătorilor de fantome, în timp ce se luptau, în același mod ca și cel din finalul povestirii "Ultima problemă".
- O versiune a personajului a apărut, de asemenea, în seria anime Sherlock Hound, câinele Moriarty fiind personajul negativ aflat în spatele fiecărei infracțiuni din serial. În această versiune, el era un câine antropomorf și avea mai mult un rol comic.
- Moriarty apare, de asemenea, în adaptarea actuală a BBC Sherlock (2010) ca un "criminal consultant", ajutând la organizarea crimelor care au loc în primele două episoade. În al treilea episod, el se confruntă direct cu Holmes, prezentându-i o serie de "jocuri" de investigații care conduc în cele din urmă la prima confruntare dintre cei doi dușmani; această confruntare aproape că duce la uciderea lor reciprocă, Holmes amenințând că va distruge o vesta explozivă în timp ce era ținta acoliților lui Moriarty, dar într-un apel telefonic pe care îl primește Moriarty i se cere să elimine amenințarea, astfel încât ei să se poată întâlni din nou într-o altă zi. În această versiune el se numește singur Jim și nu James. El este interpretat de actorul Andrew Scott.
- În seria a doua a comediei britanice de televiziune "Coupling", în episodul intitulat "The Melty Man Cometh", Melty Man (un penis în stare flască) este descris de Jeff ca fiind "profesorul Moriarty în formă de falus."
- Moriarty apare și în două episoade ale serialului de desene animate BraveStarr.

#### Teatru
Jeremy Brett și Edward Hardwicke l-au intrepretat pe Holmes și Watson în serialul TV Sherlock Holmes realizat de Granada Television. Eric Porter l-a interpretat pe profesor. La sfârșitul anilor 1980, Brett și Hardwicke au apărut în piesa The Secret of Sherlock Holmes de Jeremy Paul, un colaborator constant al serialului. Singurele personaje din piesă sunt Holmes și Watson și sunt scoase în evidență mai multe aspecte ale relației lor începând de la prima lor întâlnire și până la episodul petrecut la Cascadele Reichenbach. În a doua jumătate a piesei este indicat faptul că Moriarty nu a existat niciodată: el a fost o plăsmuire a imaginației lui Holmes, care avea nevoie de un inamic puternic la fel de mult cum avea nevoie de un prieten devotat ca Watson. Se poate remarca faptul că Ultima problemă Watson și Moriarty nu s-au aflat niciodată față în față.  Piesa a fost rejucată ulterior cu alți actori.

#### Literatură
- T. S. Eliot, un fan al povestirilor cu Sherlock Holmes, a folosit expresia Napoleon al crimei, ca omagiu, pentru a-l descrie pe Macavity în Old Possum's Book of Practical Cats.
- În povestirea "A Study in Emerald" a lui Neil Gaiman, care a obținut Premiul Hugo, Moriarty și Holmes au rolurile inversate. Moriarty (care, deși nu a numit astfel în povestire, este identificat ca autor al Dinamicii unui asteroid) este angajat pentru a investiga o crimă. Crima a fost aparent săvârșită de Sherlock Holmes (care semnează cu numele Rache, o aluzie la primul roman al lui Doyle în care apar Holmes și Watson, Un studiu în roșu, în care cuvântul Rache – cuvânt german pentru răzbunare – este găsit scris pe corpul victimei) și de Dr. Watson. Povestea este narată de colonelul Sebastian Moran, căruia Gaiman îi dă gradul de maior (în rezervă).
- Într-o carte de benzi desenate din 2006 în care se află The Phantom de Lee Falk, cea de-a 19-a fantomă trebuie să se lupte cu profesorul Moriarty. Punctul culminant al poveștii îi prezintă pe Fantomă și pe Moriarty căzând într-o cascadă în junglele Bangalla. La sfârșitul poveștii, Moriarty rămâne în viață și se întoarce la Londra pentru a găsi "un detectiv pe nume Sherlock Holmes".
- În romanul The Seven-Per-Cent Solution (1976) al lui Nicholas Meyer, profesorul Moriarty este portretizat ca mentorul matematician din copilărie al lui Holmes. El este exasperat să audă că Holmes, aparent sub influența cocainei, l-a descris ca un geniu criminal. Din cauza agravarea sănătății lui Holmes și a amenințărilor lui Moriarty că va spune autorităților despre dependența lui Holmes, dr. Watson cere ajutorul lui Sigmund Freud, care descoperă adevărul din spatele percepției lui Holmes că profesorul ar fi un "Napoleon al crimei". Aceasta este una din multele lucrări care profită de pe urma faptului că Moriarty nu și-a arătat niciodată efectiv fața în canonul holmesian. Romanul The Seven-Per-Cent Solution a fost adaptat pentru film în 1976, în care rolul profesorului Moriarty a fost interpretat de Laurence Olivier.
- În romanul Enter the Lion: A Posthumous Memoir of Mycroft Holmes al scriitorilor Michael P. Hodel și Sean M. Wright, Jerrold Moriarty, tatăl profesorului și al fraților săi, este superiorul lui Mycroft Holmes în cadrul Foreign Office și joacă un rol important într-un complot al foștilor ofițeri confederați care să implice guvernul britanic într-o schemă de răsturnare a  guvernului Statelor Unite. Descoperirea rolului său în complot de către Mycroft și Sherlock îl determină să se sinucidă pentru a nu fi arestat, motiv pentru care profesorul Moriarty îi blamează pe frații Holmes, și oferă o explicație cu privire la antagonismul dintre Sherlock Holmes și profesorul Moriarty. Profesorul își face două apariții în roman.
- Michael Kurland a scris o serie de romane în care Moriarty este eroul: organizarea criminalității este metoda prin care acesta obținea banii necesari pentru aparatele sale de fizică experimentală. În prima carte a seriei, The Infernal Device, el dejoacă un complot împotriva reginei Victoria, aliindu-se fără tragere de inimă cu Sherlock Holmes.
- John Gardner a scris trei romane în care apare profesorul Moriarty: The Return of Moriarty, în care profesorul, ca și Holmes, apare ca supraviețuitor al întâlnirii de la Reichenbach, The Revenge of Moriarty și Moriarty (apărut postum, în 2008, după moartea autorului în 2007). În aceste romane, Moriarty este descris ca un Al Capone sau Don Corleone al epocii victoriene, care controlează de unul singur structura crimei organizate din Londra. "Profesorul" nu este chiar profesorul James Moriarty, ci fratele mai mic al profesorului Moriarty, care se numește și el tot James, este la fel de strălucitor ca și fratele său mai mare și care a preluat identitatea fratelui său după ce și-a înlocuit, disgrațiat și apoi ucis fratele său mai mare. Este posibil, deși nu s-a confirmat la acel moment, ca titlul celei de-a treia cărți să fi fost The Revolt of Moriarty.
- Moriarty apare în The League of Extraordinary Gentlemen a lui Alan Moore. Recrutat de la universitate de serviiile secrete britanice, el și-a înființat imperiul său criminal ca parte a unei operațiuni sub acoperire, care a fost plănuită de el. Supraviețuind întâlnirii cu Sherlock Holmes, el a devenit șeful al serviciilor secrete britanice sub numele de cod "M" (o aluzie la romanele și filmele cu James Bond), dar și-a menținut în continuare organizația criminală. El a plănuit crearea Ligii ca o unitate sub acoperire pe care a folosit-o pentru a recupera un mineral anti-gravitațional numit cavorit care a fost furate de către liderul criminal rival, Doctorul. El a folosit apoi cavoritul pentru a bombarda cartierul East End din Londra într-o încercare de a-l distruge pe doctor, dar a fost dejucată de Ligă care a descoperit jocul dublu. După presupusa lui moarte (indicată, dar nedescrisă în mod clar, după care el ar fi ajuns în cer, ca urmare a cavoritului), el a fost ironic urmat ca "M" de Mycroft Holmes, fratele mai mare al lui Sherlock. În The League of Extraordinary Gentlemen: Black Dossier, se sugerează că Dean Moriarty al lui Jack Kerouac (din On the Road) este strănepotul său și că rivalitatea dintre doi criminali este continuată prin faptul că strănepotul Doctorului este o altă creație a lui Kerouac, Doctor Sax. În al treilea volum al seriei, a cărei acțiune se petrece 60 de ani mai târziu, Mina Murray continuă să țină cavoritul în interiorul unui bloc de gheață plutitor prin spațiu.
- Un personaj similar a apărut în seria Solar Pons, care a fost o parodie a povestirilor cu Sherlock Holmes. Personajul asemănător cu profesorul Moriarty a fost baronul Knoll, un spion german și o vedetă care a apărut în doar două povești (la fel ca Moriarty).
- Moriarty apare în povestirea "The Adventure of the Global Traveller" (1978) de Anne Lear. Supraviețuind căderii prin intermediul unei plase care a aruncat, în locul său, un manechin în prăpastie, el călătorește înapoi în timp, creând liniile paradoxale ale celui de-al treilea criminal în Macbeth. Povestirea are forma unei note adresate lui Holmes, în care se pune problema de unde provin acele linii.
- În povestirea "The Red Planet League" a lui Kim Newman (publicată în colecția Gaslight Grimoire), Moriarty este cel care l-a inspirat pe H. G. Wells să scrie Războiul lumilor după ce a comis o farsă științifică unui om de știință rival. Romanul Anno Dracula al lui Newman îl descrie pe Moriarty ca purtător de cuvânt al unei ligi de răufăcători extrași din literatura populară. În acesta, Moriarty este un vampir și nu mai este interesat de preocupările criminale pentru că el are acum o viață veșnică pe care și-o poate dedica contemplării intelectuale.
- În Crime Bible: The Five Books of Blood#1 al DC Comics se precizează că în cadrul Bibliei Crimei există "Cartea lui Moriarty".
- Comentând pe tema luptei prelungite a lui Nero Wolfe cu puternicul lider al crimei organizate Arnold Zeck, Michael Dirda – critic de carte pentru The Washington Post – a scris: "Am fost încântat atunci când Wolfe și-a întâlnit în cele din urmă pe propriul Moriarty în persoana răufăcătorului Arnold Zeck".[14] Scriitorul și criticul literar britanic David Langford a menționat de asemenea că relația dintre Zeck și Wolfe se compară cu cea dintre Moriarty și Sherlock Holmes.[15]
- În romanul paralel Science Fiction/Steampunk "The Other Log of Phileas Fogg" a lui Philip José Farmer se afirmă că Moriarty și căpitanul Nemo al lui Jules Verne erau una și aceeași persoană.
- Moriarty apare într-o povestire a lui Donald Thomas, din colecția The Secret Cases of Sherlock Holmes, ca organizatorul unui șantaj care implica o presupusă bigamie a prințului George. Fratele său mai mic, colonelul James, apare și el ca antagonist al unei alte povestiri în colecția The Execution of Sherlock Holmes a lui Thomas.
- În The Mandala of Sherlock Holmes, a cărei acțiune se petrece în cei trei ani de moarte falsă, Holmes se confruntă cu Moriarty în timpul călătoriei sale în Tibet, unde află că Moriarty este de fapt Dark One, un fost mistic tibetan cu mari puteri psihice care și-a pierdut amintirile într-un atac asupra lui Dalai Lama, pentru ca experiența aproape mortală de la Cascadele Reichenbach Falls să-i readucă memoria. El încearcă să obțină un artefact, care i-ar permite să exercite o putere și mai mare, dar este învins atunci când se dezvăluie faptul că Holmes este parțial posedat de spiritul vechiului Dark One rival, permițându-i să exercite puteri similare cu Moriarty și întârziindu-l suficient pentru a întoarce competențele lui Moriarty împotriva lui, vaporizându-i trupul și distrugând-l o dată pentru totdeauna.
- În The Beekeeper's Apprentice de Laurie R. King, un Holmes în vârstă și protejata lui, Mary Russell, sunt urmăriți de către fiica de vârstă mijlocie a lui Moriarty, un lider al crimei organizate care preda matematica la Oxford, și de grupul criminal din jurul ei, care încearcă să-l forțeze pe Holmes să "admită" că el i-a ucis tatăl din gelozie.
- În cartea italiană de benzi desenate Martin Mystère Moriarty nu a fost ucis la Cascadele Reichenbach. Atât el, cât și Holmes, au supraviețuit și și-au continuat activitățile lor anterioare. La începutul Primului Război Mondial Moriarty a furat o formulă a unui gaz otrăvitor de la guvernul britanic. Când a încercat să vândă formula către Puterile Centrale, el a fost descoperit de Sherlock Holmes. Moriarty a fost ucis de către Holmes, dar înainte de moartea sa, a organizat rănirea fatală a dr. Watson.[16]
- În romanul The House of Silk (2011) al lui Anthony Horowitz, prima poveste cu Holmes "oficială" (autorizată de fondul lui Doyle) de după moartea lui Doyle, un capitol este dedicat întâlnirii lui Watson cu un lider al crimei. Acest personaj nu este identificat în mod definitiv, totuși rezultă faptul că el este James Moriarty.

#### Alte mijloace media
- Jocul pentru PC Eagle Eye Mysteries conține un personaj numit Mark Moriarty, un elev de liceu, care se află în centrul multor mistere pe care jucătorul trebuie să le rezolve. Într-un mister, pe tema lui Sherlock Holmes, el menționează că are același nume cu dușmanul lui Holmes.
- Liderul de sex masculin din romanul vizual Shikkoku no Sharnoth ~What a beautiful tomorrow~ creat de Liar-Soft în 2008, care inițial are pseudonimul "M", este dovedit mai târziu a fi Moriarty.
- Programul radiofonic de comedie din anii 1950 The Goon Show a avut, ca unul dintre personajele sale principale, un lider incompetent al crimei pe nume Contele Jim Moriarty.
- Moriarty a fost văzut, de asemenea, în jocul pentru PC Sherlock Holmes: The Awakened, în care Moriarty a supraviețuit căderii în Cascadele Reichenbach și se află în stare slabă într-un spital de boli mentale.
- În jocul online Wizard101, o pisică în stilul lui Moriarty (pe nume Meowiarty) este principalul personaj negativ într-o lume în stil londonez, Marleybone.
- Moriarty, împreună cu Fu Manchu și Dracula, este menționat în cântecul "The Village Green Preservation Society" al formației The Kinks.
- În universul Marvel Comics, creatorul Stan Lee a comparat relația între Reed Richards și Doctor Doom cu cea a lui Holmes cu Moriarty.[necesită citare]
- În mod similar, în universul Doctor Who, personaajul principal Doctorul a fost comparat cu Holmes, în timp ce dușmanul său Master a fost comparat cu Moriarty.
- În franciza media Tantei Opera Milky Holmes, există un tânăr personaj pe nume "Mori Arti", care urmează aceeași academie cu Milky Holmes. Numele ei este o referire evidentă la profesorul Moriarty.
- În jocul Portal 2, răufăcătorul incompetent Wheatley descrie relația sa cu protagonistul Chell ca "Holmes vs. Moriarty".
- În serialul web The Art of Deduction, Moriarty este portretizat nu ca o persoană, ci ca un sindicat care acoperă teritoriul Marii Britanii și chiar întreaga lume. Acest lucru a fost realizat pentru a semnifica faptul că răul adevărat nu ar putea fi descurajat de înfrângerea unei singure persoane.
- În jocul video Fallout 3, proprietarul localului Megaton și liderul local al crimei este numit "Colin Moriarty".
- În serialul de desene animate Darkwing Duck, unul dintre primii săi dușmani este un geniu numit "Profesorul Moliarty" - o aluniță al cărei ultim obiectiv este de a bloca soarele pentru ca tipul său să poate trăi la suprafață, în noaptea veșnică.